# Robert Duvall
Robert Selden Duvall, född 5 januari 1931 i San Diego, Kalifornien, är en amerikansk skådespelare.

## Biografi
Duvalls far var amiral och Duvall själv kom till New York efter två års militärtjänstgöring i USA:s armé. Han fick skådespelarutbildning vid Neighborhood Playhouse samt började därefter spela teater med olika teaterensembler och off-Broadway. Duvall gjorde en minnesvärd filmdebut som Gregory Pecks sinnessvage granne i Skuggor över södern (1962). Han har sedan fortsatt visa sin mångsidighet som karaktärsskådespelare. Duvall vann en Oscar för bästa manliga huvudroll 1983 för sin roll i filmen På nåd och onåd. Han är en av de stora skådespelarna i amerikansk film genom åren, med en förmåga att ge tyngd även i mindre roller.

## Filmografi (urval)
| År   | Titel                                  | Roll                               | Noter |
| ---- | -------------------------------------- | ---------------------------------- | --- |
| 1962 | Skuggor över Södern                    | Arthur "Boo" Radley                | |
| 1963 | Osynlig fiende                         | Capt. Paul Cabot Winston           | |
| 1965 | Revansch i sol                         | Motorcyclist                       | |
| 1966 | Den djävulska jakten                   | Edwin Stewart                      | |
| 1968 | Detektiven                             | Nestor                             | |
| 1968 | Countdown                              | Chiz                               | |
| 1968 | Bullitt                                | Weissberg                          | |
| 1969 | De sammanbitna                         | Ned Pepper                         | |
| 1969 | Älska aldrig en främling               | Gordon                             | |
| 1970 | M*A*S*H                                | Frank Burns                        | |
| 1970 | The Revolutionary                      | Despard                            | |
| 1971 | THX 1138                               | THX 1138                           | |
| 1971 | Lagens män                             | Vernon Adams                       | |
| 1972 | Gudfadern                              | Tom Hagen                          | New York Film Critics Circle Award for Best Supporting Actor Nominerad—Oscar för bästa manliga biroll Nominerad—BAFTA Award for Best Supporting Actor Nominerad—National Society of Film Critics Award for Best Supporting Actor |
| 1972 | Det sista bankrånet                    | Jesse James                        | |
| 1972 | Tomorrow                               | Jackson Fentry                     | |
| 1972 | Joe Kidd                               | Frank Harlan                       | |
| 1973 | Hämnarna                               | Earl Macklin                       | |
| 1973 | Polisbricka 373                        | Eddie Ryan                         | |
| 1973 | En iskall snut                         | Ford Pierce                        | |
| 1974 | Avlyssningen                           | Regissören                         | Okrediterad |
| 1974 | Gudfadern del II                       | Tom Hagen                          | |
| 1975 | Killer elite - mördargänget            | George Hanson                      | |
| 1975 | Breakout                               | Jay Wagner                         | |
| 1976 | Örnen har landat                       | Oberst Max Radl                    | |
| 1976 | Den sju-procentiga lösningen           | Dr. Watson                         | Nominerad—National Society of Film Critics Award for Best Supporting Actor |
| 1976 | Network                                | Frank Hackett                      | Nominerad—BAFTA Award for Best Supporting Actor Nominerad—National Society of Film Critics Award for Best Supporting Actor |
| 1977 | The Greatest                           | Bill McDonald                      | |
| 1978 | Världsrymden anfaller                  | Priest on Swing                    | Okrediterad |
| 1978 | The Betsy                              | Loren Hardeman III                 | |
| 1979 | Apocalypse                             | Överstelöjtnant Bill Kilgore       | American Movie Award Marquee for Best Supporting Actor BAFTA Award for Best Supporting Actor Golden Globe Award för bästa manliga biroll - drama (delad med Melvyn Douglas för Being There) Nominerad—Oscar för bästa manliga biroll |
| 1979 | The Great Santini                      | Överstelöjtnant Bull Meechum, USMC | Kansas City Film Critics Circle Award for Best Actor New York Film Critics Circle Award for Best Supporting Actor (2:a plats) Nominerad—Oscar för bästa manliga huvudroll Nominerad—National Society of Film Critics Award for Best Actor |
| 1981 | Avslöjandet                            | Thomas Spellacy                    | |
| 1981 | Coopers kupp                           | Gruen                              | |
| 1983 | På nåd och onåd                        | Mac Sledge                         | Även medprocuent Oscar för bästa manliga huvudroll Golden Globe Award för bästa manliga huvudroll - drama (delad med Tom Courtenay för The Dresser) Kansas City Film Critics Circle Award for Best Actor Los Angeles Film Critics Association Award for Best Actor National Society of Film Critics Award for Best Actor (2nd place) New York Film Critics Circle Award for Best Actor |
| 1984 | The Stone Boy                          | Joe Hillerman                      | |
| 1984 | Den bäste                              | Max Mercy                          | |
| 1986 | Let's Get Harry                        | Norman Shrike                      | |
| 1986 | Belizaire the Cajun                    | The Preacher                       | |
| 1986 | Fyrskeppet                             | Calvin Caspary                     | Venice Film Festival Special Jury Prize for Best Actor |
| 1987 | Hotel Colonial                         | Roberto Carrasco                   | |
| 1988 | Colors                                 | Officer Bob Hodges                 | |
| 1990 | A Show of Force                        | Howard                             | |
| 1990 | Days of Thunder                        | Harry Hogge                        | |
| 1990 | Mardrömmen                             | The Commander                      | |
| 1991 | Natten med Rose                        | Daddy Hilyer                       | Los Angeles Film Critics Association Award for Best Supporting Actor (2:a plats) Nominerad—Independent Spirit AwardIndependent Spirit Award for Best Male Lead |
| 1991 | Convicts                               | Soll                               | |
| 1992 | Newsies                                | Joseph Pulitzer                    | Nominerad—Razzie Award for Worst Supporting Actor |
| 1992 | La peste                               | Joseph Grand                       | |
| 1993 | Falling Down                           | Martin Prendergast                 | |
| 1993 | När jag brottades med Ernest Hemingway | Walter                             | |
| 1993 | Geronimo                               | Al Sieber                          | |
| 1994 | Press-stopp!                           | Bernie White                       | |
| 1995 | Alla talar om Grace                    | Wyly King                          | |
| 1995 | The Stars Fell on Henrietta            | Mr. Cox                            | |
| 1995 | Passionens pris                        | Roger Chillingworth                | Nominerad—Razzie Award for Worst Supporting Actor Nominerad—Razzie Award for Worst Screen Couple (delad med Demi Moore och Gary Oldman) |
| 1996 | Sling Blade                            | Karls pappa                        | Nominerad—Screen Actors Guild Award for Outstanding Performance by a Cast in a Motion Picture |
| 1996 | A Family Thing                         | Earl Pilcher Jr.                   | Även producent |
| 1996 | Fenomen                                | Doc Brunder                        | |
| 1997 | Aposteln                               | Euliss "Sonny" Dewey, Aposteln     | Även exekutiv producent, regissör och manusförfattare Chicago Film Critics Association Award for Best Actor Florida Film Critics Circle Award for Best Actor Independent Spirit Award for Best Director Independent Spirit Award for Best Male Lead Las Vegas Film Critics Society Award for Best Actor Los Angeles Film Critics Association Award for Best Actor National Society of Film Critics Award for Best Actor Satellite Award for Best Actor - Motion Picture Society of Texas Film Critics Award for Best Actor Nominerad—Oscar för bästa manliga huvudroll Nominerad—Independent Spirit Award for Best Screenplay Nominerad—New York Film Critics Circle Award for Best Actor Nominerad—Screen Actors Guild Award for Outstanding Performance by a Male Actor in a Leading Role Nominerad—Toronto Film Critics Association Award for Best Actor |
| 1998 | The Gingerbread Man                    | Dixon Doss                         | |
| 1998 | A Civil Action                         | Jerome Facher                      | Florida Film Critics Circle Award for Best Supporting Actor Screen Actors Guild Award for Outstanding Performance by a Male Actor in a Supporting Role Nominerad—Oscar för bästa manliga biroll Nominerad—Blockbuster Entertainment Award for Favorite Supporting Actor - Drama Nominerad—Chicago Film Critics Association Award for Best Supporting Actor Nominerad—Golden Globe Award för bästa manliga biroll - drama Nominerad—Satellite Award for Best Supporting Actor - Motion Picture |
| 1998 | Deep Impact                            | Capt. Spurgeon 'Fish' Tanner       | Nominerad—Blockbuster Entertainment Award for Favorite Supporting Actor - Sci-Fi |
| 2000 | Gone in 60 Seconds                     | Otto Halliwell                     | |
| 2000 | 6:e dagen                              | Dr. Griffin Weir                   | |
| 2000 | Cupdrömmen                             | Gordon McLeod                      | Även producent |
| 2002 | John Q                                 | Lt. Frank Grimes                   | |
| 2002 | Assassination Tango                    | John J. Anderson                   | Även producent, regissör och manusförfattare Nominerad—Deauville Film Festival Special Grand Prize |
| 2003 | Gods and Generals                      | Gen. Robert E. Lee                 | |
| 2003 | Afrikas hemligheter                    | Hub                                | |
| 2003 | Open Range                             | Boss Spearman                      | |
| 2005 | Kicking & Screaming                    | Buck Weston                        | |
| 2005 | Thank You for Smoking                  | Doak "The Captain" Boykin          | |
| 2007 | Lucky You                              | Mr. Cheever                        | |
| 2007 | We Own the Night                       | Albert Grusinsky                   | |
| 2008 | Borta bäst, hemma värst                | Howard                             | |
| 2009 | Crazy Heart                            | Wayne Kramer                       | Även producent Independent Spirit Award for Best First Feature |
| 2009 | Vägen                                  | Ely, den gamle mannen              | |
| 2010 | Get Low                                | Felix Bush                         | Även producent Nominerad—Broadcast Film Critics Association Award for Best Actor Nominerad—Dallas-Fort Worth Film Critics Association Award for Best Actor Nominerad—Las Vegas Film Critics Society Award for Best Actor Nominerad—Phoenix Film Critics Society Award for Best Actor Nominerad—Satellite Award for Best Actor - Motion Picture Nominerad—Screen Actors Guild Award for Outstanding Performance by a Male Actor in a Leading Role Nominerad—Washington D.C. Area Film Critics Association Award for Best Actor |
| 2011 | Seven Days in Utopia                   | Johnny Crawford                    | Nominerad—Grace Award for Most Inspiring Performance in Movies Nominerad—Milan International Film Festival Award for Best Supporting Actor |
| 2012 | Jayne Mansfield's Car                  | Jim Caldwell                       | |
| 2012 | Jack Reacher                           | Martin Cash                        | |
| 2013 | The Man Who Killed Don Quixote         | Don Quijote                        | |
| 2013 | A Night in Old Mexico                  | Grandfather                        | |
| 2014 | The Judge                              | Judge Joseph Palmer                | |
| 2022 | The Pale Blue Eye                      | Jean Pepe                          | |

## TV
| År   | Titel                                  | Roll                      | Noter |
| ---- | -------------------------------------- | ------------------------- | --- |
| 1959 | Armstrong Circle Theater               | Berks                     | Avsnitt: The Jailbreak |
| 1960 | Armstrong Circle Theater               | Tony Newman               | Avsnitt: Positive Identification |
| 1961 | The Defenders                          | Al Rogart                 | Avsnitt: Perjury |
| 1961 | Great Ghost Tales                      | William Wilson            | Avsnitt: William Wilson |
| 1961 | Shannon                                | Joey Nolan                | Avsnitt: The Big Fish |
| 1961 | Cain's Hundred                         | Tom Nugent                | Avsnitt: King of the Mountain |
| 1961 | Route 66                               | Roman                     | Avsnitt: The Newborn |
| 1961 | Route 66                               | Arnie                     | Avsnitt: Birdcage on My Foot |
| 1961 | Naked City                             | Lewis Nunda               | Avsnitt: A Hole in the City |
| 1962 | Naked City                             | L. Francis 'Frank' Childe | Avsnitt: The One Marked Hot Gives Cold |
| 1962 | Naked City                             | Johnny Meigs              | Avsnitt: Five Cranks for Winter... Ten Cranks for Spring |
| 1962 | Naked City                             | Barney Sonners            | Avsnitt: Torment Him Much and Hold Him Long |
| 1963 | The Untouchables                       | Eddie Moon                | Avsnitt: Blues for a Gone Goose |
| 1963 | The Defenders                          | Luke Jackson              | Avsnitt: Metamorphosis |
| 1963 | Route 66                               | Lee Winters               | Avsnitt: Suppose I Said I Was the Queen of Spain |
| 1963 | The Twilight Zone                      | Charley Parkes            | Avsnitt: Miniature |
| 1963 | The Virginian                          | Johnny Keel               | Avsnitt: The Golden Door |
| 1963 | Stoney Burke                           | Joby Pierce               | Avsnitt: Joby |
| 1963 | Arrest and Trial                       | Morton Ware               | Avsnitt: The Quality of Justice |
| 1963 | The Fugitive                           | Eric Christian            | Avsnitt: Never Wave Goodbye: Part 1 |
| 1964 | Kraft Suspense Theatre                 | Harvey Farnsworth         | Avsnitt: Portrait of an Unknown Man |
| 1964 | The Outer Limits                       | Louis Mace                | Avsnitt: The Chameleon |
| 1964 | The Outer Limits                       | Adam Ballard              | Avsnitt: The Inheritors |
| 1965 | Voyage to the Bottom of the Sea        | Zar                       | Avsnitt: The Invaders |
| 1965 | Combat!                                | Karl                      | Avsnitt: The Enemy |
| 1965 | The Defenders                          | Bill Andrews              | Avsnitt: Only a Child |
| 1965 | The Fugitive                           | Leslie Sessions           | Avsnitt: Brass Ring |
| 1966 | Bob Hope Presents the Chrysler Theatre | Frank Reeser              | Avsnitt: Guilty or Not Guilty |
| 1966 | The F.B.I.                             | Johnny Albin              | Avsnitt: The Scourge |
| 1966 | Combat!                                | Peter Halsman             | Avsnitt: Cry for Help |
| 1966 | Hawk                                   | Dick                      | Avsnitt: The Theory of the Innocent Bystander |
| 1966 | Felony Squad                           | Albie Froehlich           | Avsnitt: Death of a Dream |
| 1966 | Shane                                  | Tom Gary                  | Avsnitt: Poor Tom's A-Cold |
| 1966 | T.H.E. Cat                             | Scorpio                   | Avsnitt: Crossing at Destino Bay |
| 1966 | Fame Is the Name of the Game           | Eddie Franchot            | TV-film |
| 1967 | The Time Tunnel                        | Raul Nimon                | Avsnitt: Chase Through Time |
| 1967 | Cimarron Strip                         | Joe Wyman                 | Avsnitt: The Roarer |
| 1967 | The Wild Wild West                     | Dr. Horace Humphries      | Avsnitt: The Night of the Falcon |
| 1967 | The F.B.I.                             | Ernie Milden              | Avsnitt: The Executioners: Part 1 |
| 1967 | T.H.E. Cat                             | Laurent                   | Avsnitt: The Long Chase |
| 1967 | Combat!                                | Michel                    | Avsnitt: The Partisan |
| 1967 | Cosa Nostra, Arch Enemy of the FBI     | Ernie Milden              | TV-film |
| 1968 | CBS Playhouse                          | Dr. Margolin              | Avsnitt: The People Next Door |
| 1968 | Run for Your Life                      | Richard Fletcher          | Avsnitt: The Killing Scene |
| 1968 | Judd, for the Defense                  | Raymond Cane              | Avsnitt: Square House |
| 1968 | The F.B.I.                             | Joseph Troy               | Avsnitt: The Harvest |
| 1968 | Flesh and Blood                        | Howard                    | TV-film |
| 1969 | The Mod Squad                          | Matt Jenkins              | Avsnitt: Keep the Faith, Baby |
| 1969 | The F.B.I.                             | Gerald Wilson             | Avsnitt: Nightmare Road |
| 1979 | Ike                                    | Dwight D. Eisenhower      | TV-miniserie |
| 1980 | Ike: The War Years                     | Dwight D. Eisenhower      | TV-film |
| 1983 | The Terry Fox Story                    | Bill Vigars               | TV-film Nominerad—Cable ACE Award for Best Actor in a Dramatic Presentation |
| 1989 | Lonesome Dove                          | Augustus "Gus" McCrae     | TV-miniserie Golden Globe Award for Best Actor - Miniseries or Television Film Nominerad—Primetime Emmy Award for Outstanding Lead Actor in a Miniseries or a Movie |
| 1992 | Stalin                                 | Josef Stalin              | TV-film Golden Globe Award for Best Actor - Miniseries or Television Film Nominerad—Primetime Emmy Award for Outstanding Lead Actor in a Miniseries or a Movie |
| 1996 | The Man Who Captured Eichmann          | Adolf Eichmann            | TV-film Nominerad—Cable ACE Award for Best Actor in a Movie or Miniseries Nominerad—Primetime Emmy Award for Outstanding Lead Actor in a Miniseries or a Movie Nominerad—Screen Actors Guild Award for Outstanding Performance by a Male Actor in a Miniseries or Television Movie |
| 1998 | Saturday Night Live                    | Olika roller              | Avsnitt: Garth Brooks |
| 2005 | American Experience                    | Berättaren                | Avsnitt: The Carter Family: Will the Circle Be Unbroken |
| 2006 | Broken Trail                           | Prentice "Print" Ritter   | TV-miniserie; även exekutiv producent New York International Independent Film and TV Festival Gold Medal for Best Performance Primetime Emmy Award for Outstanding Lead Actor in a Miniseries or a Movie Primetime Emmy Award for Outstanding Miniseries Nominerad—Golden Globe Award for Best Actor - Miniseries or Television Film Nominerad—Golden Nymph for Best Performance by an Actor in a Miniseries Nominerad—Screen Actors Guild Award for Outstanding Performance by a Male Actor in a Miniseries or Television Movie |
| 2012 | Hemingway & Gellhorn                   | General Petrov            | TV-film |

## Som regissör
| Titel                 | År   | Noter          |
| --------------------- | ---- | -------------- |
| We're Not the Jet Set | 1977 | Dokumentär     |
| Angelo My Love        | 1983 | Även producent |